# Hubert Sittart

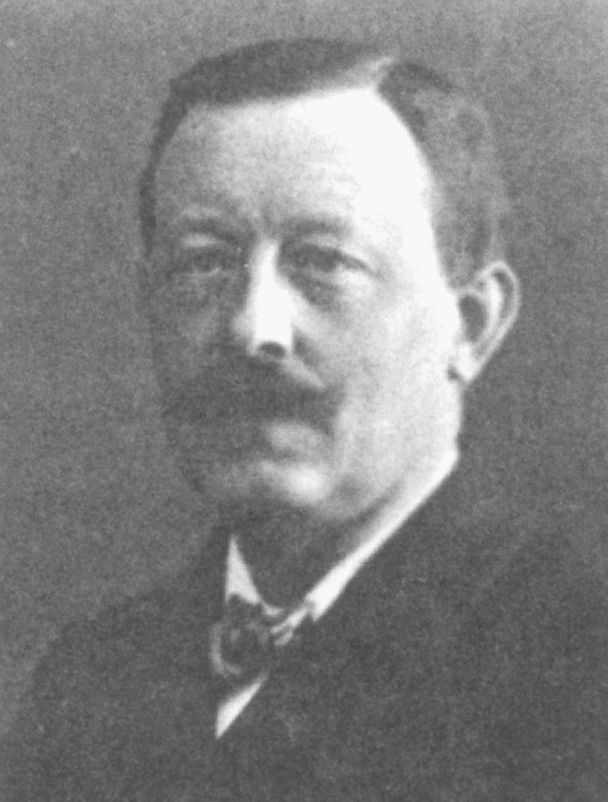
Hubert Sittart als Reichstagsabgeordneter 1912

Hubert Sittart (* 20. August 1860 in Floßdorf; † 12. September 1942 in Krefeld) war Lehrer und Mitglied des Deutschen Reichstags.

## Leben
Sittart besuchte die Domschule in Aachen, das Collège Marie-Thérèse in Herve (Belgien), das Königliche Lehrerseminar in Kornelimünster und die Königliche Turnlehrer-Bildungsanstalt in Berlin. Ab 1880 war er Volksschullehrer, ab 1883 in Aachen und von 1888 bis 1896 Lehrer an der Zeichen- und Kunstgewerbeschule in Aachen. 1880 diente er beim Hohenzollernschen Füsilier-Regiment Nr. 40.
Von 1899 bis 1908 war er Mitglied des Preußischen Abgeordnetenhauses und von 8. Februar 1901 bis 1918 war er Mitglied des Deutschen Reichstags für den Wahlkreis Aachen 3 (Aachen-Stadt) und die Deutsche Zentrumspartei. Dort war er Berichterstatter bei dem Gesetz, betreffend die gewerbliche Kinderarbeit, und bei dem Versicherungsgesetz für Angestellte.